# Alekszej Ivanovics Rikov
Alekszej Ivanovics Rikov (Алексей Иванович Рыков; Szaratov, (1881. február 25. – Moszkva, 1938. március 15.) orosz nemzetiségű bolsevik államférfi, a mezőgazdaság szakértője.

## Fiatalkor, mozgalmi élet
Parasztcsaládba született 1881-ben. Apja meghalt, amikor Rikov 8 éves volt. Nővére, Klavgyija segítségével járt gimnáziumba, majd egy idő után maga is órákat adott, hogy eltartsa magát. Mint minden bolsevik, ő is 14 évesen kiábrándult a vallásból. A kazanyi egyetem jogi karára iratkozott be 1900 tavaszán.
Rikov 1899-ben csatlakozott az OSZDMP-hez. 1901-ben letartóztatták, s 9 hónapot ült. Az 1902. május elsejei felvonuláson majdnem megölték. Az arhangelszki kormányzóságba száműzték, de ő inkább illegális kommunista lett. 1902-ben kiszökött Genfbe, itt találkozott először Leninnel. Ezután visszament Oroszországba szervezni a munkásegyesületeket. Többször megváltoztatta tartózkodási helyét, az 1905-ös felkelésben is részt vett. 1905 márciusában a III. pártkongresszuson bekerült a Központi Bizottságba, és megválasztották a moszkvai pártszervezet vezetőjének. Május 14-én letartóztatták, és 9 évre száműzték, de az októberi cári manifesztum kiszabadította. A stockholmi kongresszus (1906. tavasz) után többször letartóztatták, 1908-ban Lenin hívására emigrált. Iljics azzal bízta meg, hogy a mensevikek közül csak a plehanovistákkal egyezkedjen. 1910–11-ben Rikov a békíteni akaró bolsevikok között volt. 1917-ig bezárólag 4-szer tartóztatták le, 2-szer megszökött. A háború alatt az „internacionalista” állásponton volt. Leninnel néha levelezett a száműzetésben is.

## 1917–1929: a politika elitjében
A februári forradalom hírére megszökött, és visszatért Moszkvába. Áprilisban szembeszállt Lenin téziseivel. "Oroszország a legkispolgáribb ország Európában", mondta a kongresszuson. Az októberi fordulatot ő is szervezte; nem volt ugyan jelen október 10-én a KB ülésén, de valószínűleg ellenszavazott volna. Az októberi fordulat után belügyi népbiztos lett. A hadikommunizmus egyik ötletmestere. De aztán rájött, hogy az ország egy kissé kimerült, és a NEP-et támogatta. Rikov a Népbiztosok Tanácsában ekkor lett Lenin egyik helyettese. Lenin halála (1924. január 24.) után elnök lett. A XIV. pártkongresszuson Buharinnal együtt a NEP utáni lassú átalakulás mellett foglalt állást, s akkor Sztálin is ezt támogatta, taktikából. 1927-ben nagy harsányan követelte Zinovjev és a másik kettő eltávolítását. 1929-ben aztán Rikovot, Buharint és Tomszkijt is kizárták a pártból.

## A periférián. Huszonegyek pere
Ezután végigjárta a régi vezetők szokásosnak mondható kálváriáját: visszavették (1929), kizárták (1931), megint visszavették; közben megállás nélkül dicsőítette Sztálint és a többi vezért. A Kirov-gyilkosság után vadul mocskolta Zinovjevet és Kamenyevet. A volt jobboldali ellenzék néhány tagja közzé is tett egy nyílt levelet, amelyben Zinovjevék megbüntetését követelték. Zinovjev vallomásában Rikov, Buharin és Tomszkij nevét is említette. S noha Visinszkij főügyész 1936 szeptemberében azt nyilatkozta, hogy „a vizsgálat nem derített ki semmit”, Rikovot 1937 elején letartóztatták, és a harmadik moszkvai perben, a huszonegyek perében halálra ítélték. 1938 márciusában főbelőtték. A XXVII. pártkongresszuson (1988) rehabilitálták.